# Dargis
Dargis ist ein litauischer männlicher Familienname.

## Weibliche Formen
- Dargytė (ledig)
- Dargienė (verheiratet)

## Namensträger
- Manohla Dargis (* 1961), US-amerikanische Filmkritikerin und Journalistin
- Petras Dargis (* 1955), litauischer Journalist und Politiker,  Mitglied des Seimas
- Robertas Dargis (* 1960), litauischer Unternehmer und Manager